# Piłka ręczna na Igrzyskach Ameryki Środkowej i Karaibów 2014 – turniej kobiet
Turniej piłki ręcznej kobiet na XXII Igrzyskach Ameryki Środkowej i Karaibów – piąty turniej kobiet w ramach igrzysk Ameryki Środkowej i Karaibów rozegrany w dniach 15–20 listopada 2014 roku w meksykańskim mieście Veracruz.
Zawody te były również kwalifikacją do Igrzysk Panamerykańskich 2015 – bezpośredni awans do turnieju piłki ręcznej w Toronto uzyskiwali medaliści tych zawodów, kolejna zaś otrzymywała prawo występu w barażach. Zwycięsko z rywalizacji wyszła reprezentacja Kuby, pozostałe miejsca na podium zajęły Portorykanki i Meksykanki.

## System rozgrywek
W zawodach startowało wyłonionych we wcześniejszych eliminacjach osiem drużyn podzielonych na dwie grupy po cztery liczące maksymalnie piętnastu zawodniczek zespoły. W pierwszej fazie rywalizowały one systemem kołowym podzielone na dwie czterozespołowe grupy. Czołowe dwie drużyny z każdej z grup awansowały do półfinałów, pozostałe zaś rywalizowały o miejsce piąte. W fazie grupowej toczone były bez ewentualnej dogrywki, za zwycięstwo, remis i porażkę przysługiwało odpowiednio dwa, jeden i zero punktów.
Zawody odbyły się w Centro Deportivo Carlos Serdán Arechavaleta w dniach 15–20 listopada 2014 roku. Do zawodów mogły przystąpić jedynie reprezentacje zrzeszone przez ODECABE. Medaliści turnieju uzyskali bezpośredni awans na Igrzyska Panamerykańskie 2015, zespoły z czwartych miejsc otrzymały natomiast szansę występu w "turnieju ostatniej szansy".
Przy ustalaniu rankingu po fazie grupowej w przypadku tej samej liczby punktów lokaty zespołów były ustalane kolejno na podstawie:
- wyników meczów pomiędzy zainteresowanymi drużynami;
- lepszego bilansu bramek w meczach pomiędzy zainteresowanymi drużynami;
- lepszego bilansu bramek zdobytych i straconych;
- większej liczby zdobytych bramek;
- losowania.

W przypadku remisu w meczach o miejsca 1–4 przeprowadzana była dogrywka 2×5 min, a w przypadku braku w niej rozstrzygnięcia organizowany był konkurs rzutów karnych. W meczach o miejsca 5–8 ewentualny remis był rozstrzygany od razu rzutami karnymi.

## Faza grupowa

### Grupa A
| 15 listopada 201413:00 | Dominikana | 45:15(28:7) | Nikaragua | Centro Deportivo Carlos Serdán Arechavaleta, Veracruz |
| 15 listopada 201413:00 |            | 45:15(28:7) |           | Centro Deportivo Carlos Serdán Arechavaleta, Veracruz |

| 15 listopada 201415:00 | Kuba | 55:7(27:4) | Kostaryka | Centro Deportivo Carlos Serdán Arechavaleta, Veracruz |
| 15 listopada 201415:00 |      | 55:7(27:4) |           | Centro Deportivo Carlos Serdán Arechavaleta, Veracruz |

| 16 listopada 201413:00 | Kostaryka | 22:21(9:8) | Nikaragua | Centro Deportivo Carlos Serdán Arechavaleta, Veracruz |
| 16 listopada 201413:00 |           | 22:21(9:8) |           | Centro Deportivo Carlos Serdán Arechavaleta, Veracruz |

| 16 listopada 201415:00 | Kuba | 39:19(19:7) | Dominikana | Centro Deportivo Carlos Serdán Arechavaleta, Veracruz |
| 16 listopada 201415:00 |      | 39:19(19:7) |            | Centro Deportivo Carlos Serdán Arechavaleta, Veracruz |

| 17 listopada 201413:00 | Dominikana | 31:17(14:6) | Kostaryka | Centro Deportivo Carlos Serdán Arechavaleta, Veracruz |
| 17 listopada 201413:00 |            | 31:17(14:6) |           | Centro Deportivo Carlos Serdán Arechavaleta, Veracruz |

| 17 listopada 201415:00 | Kuba | 50:9(25:4) | Nikaragua | Centro Deportivo Carlos Serdán Arechavaleta, Veracruz |
| 17 listopada 201415:00 |      | 50:9(25:4) |           | Centro Deportivo Carlos Serdán Arechavaleta, Veracruz |

### Grupa B
| 15 listopada 201418:00 | Portoryko | 27:17(12:6) | Gwatemala | Centro Deportivo Carlos Serdán Arechavaleta, Veracruz |
| 15 listopada 201418:00 |           | 27:17(12:6) |           | Centro Deportivo Carlos Serdán Arechavaleta, Veracruz |

| 15 listopada 201420:00 | Meksyk | 35:16(23:5) | Kolumbia | Centro Deportivo Carlos Serdán Arechavaleta, Veracruz |
| 15 listopada 201420:00 |        | 35:16(23:5) |          | Centro Deportivo Carlos Serdán Arechavaleta, Veracruz |

| 16 listopada 201418:00 | Portoryko | 32:14(16:3) | Kolumbia | Centro Deportivo Carlos Serdán Arechavaleta, Veracruz |
| 16 listopada 201418:00 |           | 32:14(16:3) |          | Centro Deportivo Carlos Serdán Arechavaleta, Veracruz |

| 16 listopada 201420:00 | Meksyk | 35:13(15:8) | Gwatemala | Centro Deportivo Carlos Serdán Arechavaleta, Veracruz |
| 16 listopada 201420:00 |        | 35:13(15:8) |           | Centro Deportivo Carlos Serdán Arechavaleta, Veracruz |

| 17 listopada 201418:00 | Gwatemala | 23:17(9:8) | Kolumbia | Centro Deportivo Carlos Serdán Arechavaleta, Veracruz |
| 17 listopada 201418:00 |           | 23:17(9:8) |          | Centro Deportivo Carlos Serdán Arechavaleta, Veracruz |

| 17 listopada 201420:00 | Portoryko | 27:23(12:13) | Meksyk | Centro Deportivo Carlos Serdán Arechavaleta, Veracruz |
| 17 listopada 201420:00 |           | 27:23(12:13) |        | Centro Deportivo Carlos Serdán Arechavaleta, Veracruz |

## Faza pucharowa

### Mecze o miejsca 5–8
|  |                         |                        |                        |                         |    |                   |                   |                   |
|  | Półfinały o 5. miejsce  | Półfinały o 5. miejsce | Półfinały o 5. miejsce |                         |    | Mecz o 5. miejsce | Mecz o 5. miejsce | Mecz o 5. miejsce |
|  | Półfinały o 5. miejsce  | Półfinały o 5. miejsce | Półfinały o 5. miejsce |                         |    | Mecz o 5. miejsce | Mecz o 5. miejsce | Mecz o 5. miejsce |
|  | 19 listopada 2014 10:00 |                        |                        |                         |    |                   |                   |                   |
|  |                         |                        |                        |                         |    |                   |                   |                   |
|  | Kostaryka               | Kostaryka              | 16                     |                         |    |                   |                   |                   |
|  | Kostaryka               | Kostaryka              | 16                     | 20 listopada 2014 12:30 |    |                   |                   |                   |
|  | Kolumbia                | Kolumbia               | 26                     |                         |    |                   |                   |                   |
|  | Kolumbia                | Kolumbia               | 26                     |                         |    | Kolumbia          | Kolumbia          | 33                |
|  | 19 listopada 2014 17:30 |                        |                        |                         |    | Kolumbia          | Kolumbia          | 33                |
|  |                         |                        | Nikaragua              | Nikaragua               | 23 |                   |                   |                   |
|  | Nikaragua               | Nikaragua              | Nikaragua              | Nikaragua               | 23 | 24                |                   |                   |
|  | Nikaragua               | Nikaragua              |                        |                         |    |                   |                   |                   |
|  | Gwatemala               | Gwatemala              | 23                     |                         |    |                   |                   |                   |
|  | Gwatemala               | Gwatemala              | 23                     | Mecz o 3. miejsce       |    |                   |                   |                   |
|  |                         |                        |                        |                         |    |                   |                   |                   |
|  | 20 listopada 2014 10:00 |                        |                        |                         |    |                   |                   |                   |
|  |                         |                        |                        |                         |    |                   |                   |                   |
|  | Kostaryka               | Kostaryka              | 21                     |                         |    |                   |                   |                   |
|  | Kostaryka               | Kostaryka              | 21                     |                         |    |                   |                   |                   |
|  | Gwatemala               | Gwatemala              | 20                     |                         |    |                   |                   |                   |
|  | Gwatemala               | Gwatemala              | 20                     |                         |    |                   |                   |                   |

| 19 listopada 201410:00 | Kostaryka | 16:26(8:11) | Kolumbia | Centro Deportivo Carlos Serdán Arechavaleta, Veracruz |
| 19 listopada 201410:00 |           | 16:26(8:11) |          | Centro Deportivo Carlos Serdán Arechavaleta, Veracruz |

| 19 listopada 201417:30 | Nikaragua | 24:23 (pd.)(10:11, 19:19) | Gwatemala | Centro Deportivo Carlos Serdán Arechavaleta, Veracruz |
| 19 listopada 201417:30 |           | 24:23 (pd.)(10:11, 19:19) |           | Centro Deportivo Carlos Serdán Arechavaleta, Veracruz |

| 20 listopada 201412:30 | Kolumbia | 33:23(13:9) | Nikaragua | Centro Deportivo Carlos Serdán Arechavaleta, Veracruz |
| 20 listopada 201412:30 |          | 33:23(13:9) |           | Centro Deportivo Carlos Serdán Arechavaleta, Veracruz |

| 20 listopada 201410:00 | Kostaryka | 21:20(6:10) | Gwatemala | Centro Deportivo Carlos Serdán Arechavaleta, Veracruz |
| 20 listopada 201410:00 |           | 21:20(6:10) |           | Centro Deportivo Carlos Serdán Arechavaleta, Veracruz |

### Mecze o miejsca 1–4
|  |                         |            |           |                         |    |       |       |       |
|  | Półfinały               | Półfinały  | Półfinały |                         |    | Finał | Finał | Finał |
|  | Półfinały               | Półfinały  | Półfinały |                         |    | Finał | Finał | Finał |
|  | 19 listopada 2014 12:30 |            |           |                         |    |       |       |       |
|  |                         |            |           |                         |    |       |       |       |
|  | Kuba                    | Kuba       | 28        |                         |    |       |       |       |
|  | Kuba                    | Kuba       | 28        | 20 listopada 2014 20:00 |    |       |       |       |
|  | Meksyk                  | Meksyk     | 27        |                         |    |       |       |       |
|  | Meksyk                  | Meksyk     | 27        |                         |    | Kuba  | Kuba  | 32    |
|  | 19 listopada 2014 20:00 |            |           |                         |    | Kuba  | Kuba  | 32    |
|  |                         |            | Portoryko | Portoryko               | 18 |       |       |       |
|  | Dominikana              | Dominikana | Portoryko | Portoryko               | 18 | 21    |       |       |
|  | Dominikana              | Dominikana |           |                         |    |       |       |       |
|  | Portoryko               | Portoryko  | 22        |                         |    |       |       |       |
|  | Portoryko               | Portoryko  | 22        | Mecz o 3. miejsce       |    |       |       |       |
|  |                         |            |           |                         |    |       |       |       |
|  | 20 listopada 2014 17:30 |            |           |                         |    |       |       |       |
|  |                         |            |           |                         |    |       |       |       |
|  | Meksyk                  | Meksyk     | 24        |                         |    |       |       |       |
|  | Meksyk                  | Meksyk     | 24        |                         |    |       |       |       |
|  | Dominikana              | Dominikana | 15        |                         |    |       |       |       |
|  | Dominikana              | Dominikana | 15        |                         |    |       |       |       |

| 19 listopada 201412:30 | Kuba | 28:27(12:13) | Meksyk | Centro Deportivo Carlos Serdán Arechavaleta, Veracruz |
| 19 listopada 201412:30 |      | 28:27(12:13) |        | Centro Deportivo Carlos Serdán Arechavaleta, Veracruz |

| 19 listopada 201420:00 | Dominikana | 21:22(8:8) | Portoryko | Centro Deportivo Carlos Serdán Arechavaleta, Veracruz |
| 19 listopada 201420:00 |            | 21:22(8:8) |           | Centro Deportivo Carlos Serdán Arechavaleta, Veracruz |

| 20 listopada 201420:00 | Kuba | 32:18(18:7) | Portoryko | Centro Deportivo Carlos Serdán Arechavaleta, Veracruz |
| 20 listopada 201420:00 |      | 32:18(18:7) |           | Centro Deportivo Carlos Serdán Arechavaleta, Veracruz |

| 20 listopada 201417:30 | Meksyk | 24:15(12:7) | Dominikana | Centro Deportivo Carlos Serdán Arechavaleta, Veracruz |
| 20 listopada 201417:30 |        | 24:15(12:7) |            | Centro Deportivo Carlos Serdán Arechavaleta, Veracruz |

## Statystyki
Po zakończonym turnieju organizatorzy przedstawili statystyki dotyczące bramkarzy, zespołów, klasyfikacji fair play oraz statystyk indywidualnych.

## Klasyfikacja końcowa
| Miejsce | Reprezentacja | Składy | Uwagi          |
| ------- | ------------- | ------ | -------------- |
| złoto   | Kuba          |        | awans: IP 2015 |
| srebro  | Portoryko     |        | awans: IP 2015 |
| brąz    | Meksyk        |        | awans: IP 2015 |
| 4       | Dominikana    |        |                |
| 5       | Kolumbia      |        | -              |
| 6       | Nikaragua     |        | -              |
| 7       | Kostaryka     |        | -              |
| 8       | Gwatemala     |        | -              |